# Białorzytka żałobna
Białorzytka żałobna (Oenanthe leucura) – gatunek małego ptaka z rodziny muchołówkowatych (Muscicapidae), zamieszkujący południowo-zachodnią Europę oraz północno-zachodnią Afrykę. Nie jest zagrożony.

## Podgatunki i zasięg występowania
Wyróżniono dwa podgatunki O. leucura, które zamieszkują:
- O. leucura leucura – wschodnia Portugalia, Hiszpania i skrajnie południowa Francja.
- O. leucura riggenbachi – północno-zachodnia Afryka – na południe po północno-zachodnią Mauretanię oraz na wschód po północno-zachodnią Libię. Podgatunek ten nosił do niedawna błędną nazwę O. leucura syenitica.

## Morfologia
WyglądDosyć długi, szary dziób oraz szare nogi. Większość upierzenia czarna, jednakże kuper, pokrywy ogonowe białe. Na białym ogonie wzór w kształcie odwróconej litery „T”. Skrzydła z nieco brązowawym odcieniem w okolicach lotek. Samice są ogólnie całe szarobrązowe, zwłaszcza w przednich częściach ciała. Młode podobne do samic.
Wymiarydługość ciała: 18 cm
rozpiętość skrzydeł: 26–29 cm
masa ciała: 37–44 g

## Ekologia i zachowanie

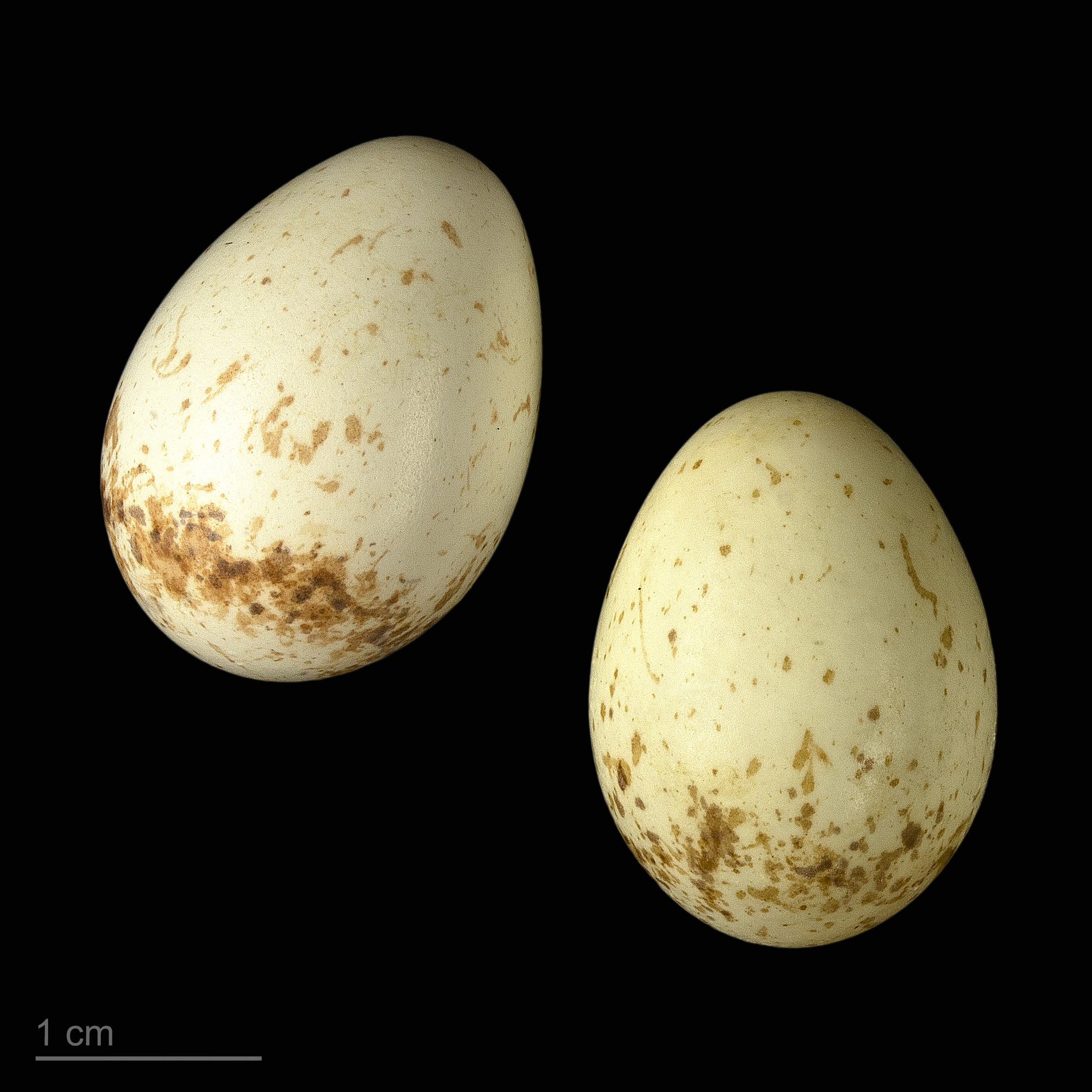
Jaja białorzytki żałobnej

ŚrodowiskoJej środowisko to wąwozy oraz kamieniste obszary, kamieniołomy, a także żwirowe usypiska.
ZachowanieTrochę bardziej towarzyska niż inne białorzytki, żeruje w grupach po 3–7 osobników. Jest płochliwym ptakiem i nie lubi kontaktu z człowiekiem. Gniazduje w suchych, kamienistych wąwozach.
GłosWabi „pi-pi-pi”, śpiew to głębokie, szorstkie i szczebiotliwe frazy. Śpiewa z drzew i krzewów. Najczęściej wydaje jednak „czek”, ostrzega „ju”.

## Status
IUCN uznaje białorzytkę żałobną za gatunek najmniejszej troski (LC, Least Concern). Liczebność światowej populacji, wstępnie obliczona w oparciu o szacunki organizacji BirdLife International dla Europy z 2015 roku, mieści się w przedziale 65 500 – 69 500 dorosłych osobników. Trend liczebności populacji europejskiej uznawany jest za silnie spadkowy, populacji afrykańskiej – za prawdopodobnie stabilny.